# العلاقات الدومينيكانية القطرية
العلاقات الدومينيكانية القطرية هي العلاقات الثنائية التي تجمع بين جمهورية الدومينيكان وقطر.

## مقارنة بين البلدين
هذه مقارنة عامة ومرجعية للدولتين:
| وجه المقارنة                                              | جمهورية الدومينيكان | قطر           |
| --------------------------------------------------------- | ------------------- | ------------- |
| المساحة (كم2)                                             | 48.67 ألف           | 11.44 ألف     |
| عدد السكان (نسمة)                                         | 10.40 مليون         | 2.64 مليون    |
| الكثافة السكانية (ن./كم²)                                 | 213.68              | 230.77        |
| العاصمة                                                   | سانتو دومينغو       | الدوحة        |
| اللغة الرسمية                                             | اللغة الإسبانية     | اللغة العربية |
| العملة                                                    | بيزو دومنيكاني      | ريال قطري     |
| الناتج المحلي الإجمالي (بليون دولار)                      | 75.93 مليار         | 167.61 مليار  |
| الناتج المحلي الإجمالي (تعادل القوة الشرائية) بليون دولار | 149.89 مليار        | 316.40 مليار  |
| الناتج المحلي الإجمالي الاسمي للفرد دولار أمريكي          | 6.47 ألف            | 73.65 ألف     |
| الناتج المحلي الإجمالي للفرد دولار أمريكي                 | 13.26 ألف           | 141.54 ألف    |
| مؤشر التنمية البشرية                                      | 0.715               | 0.850         |
| رمز المكالمات الدولي                                      | +1809، +1829، +1849 | +974          |
| رمز الإنترنت                                              | .do                 | .qa           |
| المنطقة الزمنية                                           | 00                  | ت ع م+03:00   |

## منظمات دولية مشتركة
يشترك البلدان في عضوية مجموعة من المنظمات الدولية، منها:
| علم المنظمة | اسم المنظمة                        | تاريخ انضمام جمهورية الدومينيكان | تاريخ انضمام قطر |
| ----------- | ---------------------------------- | -------------------------------- | ---------------- |
|             | المنظمة الهيدروغرافية الدولية      | ?                                | ?                |
|             | الاتحاد البريدي العالمي            | ?                                | ?                |
|             | يونسكو                             | 4 نوفمبر 1946                    | 27 يناير 1972    |
|             | البنك الدولي للإنشاء والتعمير      | 18 سبتمبر 1961                   | 25 سبتمبر 1972   |
|             | منظمة التجارة العالمية             | ?                                | ?                |
|             | وكالة ضمان الاستثمار متعدد الأطراف | 7 مارس 1997                      | 22 أكتوبر 1996   |
|             | منظمة الشرطة الجنائية الدولية      | ?                                | ?                |
|             | مؤسسة التمويل الدولية              | 31 أكتوبر 1961                   | 11 أكتوبر 2008   |
|             | الأمم المتحدة                      | 24 أكتوبر 1945                   | 21 سبتمبر 1971   |
|             | منظمة حظر الأسلحة الكيميائية       | ?                                | ?                |

## وصلات خارجية
- موقع وزارة الخارجية القطرية